# Råslätts kyrka
Råslätts kyrka används av Svenska kyrkan och är en kyrkobyggnad i Råslätt i Jönköping i Sverige. Den byggdes 1974−75 och ritades av Per Rudenstam. Vid utformningen 1972 utlystes en  arkitekttävling.

## Orgel
- 1977 byggde A. Magnussons orgelbyggeri, Mölnlycke en mekanisk orgel med ny fasad.

| Huvudverk I  | Svällverk II      | Pedalverk  | Koppel |
| Gedackt 8'   | Spetsflöjt 8'     | Subbas 16' | I/P    |
| Principal 4' | Rörflöjt 4'       | Pommer 4'  | II/P   |
| Svegel 2'    | Principal 2'      |            | II/I   |
| Mixtur III   | Kvinta 1 1/3      |            |        |
|              | Crescendosvällare |            |        |